# Odontophrynidae
Odontophrynidae é uma família de anfíbios da ordem Anura. Está distribuída no leste e sul da América do Sul.

## Taxonomia
São reconhecidos três gêneros para esta família:
- Macrogenioglottus Carvalho, 1946
- Odontophrynus Reinhardt & Lütken, 1862
- Proceratophrys Miranda-Ribeiro, 1920